# 정읍 김명관 고택
정읍 김명관 고택은 대한민국 전북특별자치도 정읍시 산외면 오공리에 있는 조선시대의 가옥이다. 1971년 5월 27일 대한민국의 국가민속문화재 제26호로 지정되었다.

## 개요
김동수의 6대 할아버지인 김명관이 조선 정조 8년(1784)에 세운 집이다. 뒷쪽으로 창하산이 있고 앞쪽에는 동진강 상류가 흐르는 지역에 자리잡고 있어 풍수지리에서 명당이라 말하는 전형적인 "배산임수(背山臨水)"를 이루고 있다.
건물들은 행랑채·사랑채·안행랑채·안채·별당으로 구성되어 있다. 대문을 들어서면 행랑마당과 바깥행랑채가 있고 바깥행랑의 동남쪽에 있는 문을 들어서면 사랑채와 문간채가 있다. 사랑채 서쪽으로 'ㄷ'자형의 안행랑채를 배치하였는데 그 앞쪽으로 'ㄷ'자 평면을 가진 안채가 있다. 안채는 좌우 대칭을 이루게 지어 좌우 돌출된 부분에 부엌을 배치하고 있는 특이한 평면을 갖추고 있다. 안채의 서남쪽에 있는 안사랑채는 김명관이 본채를 지을 때 일꾼들이 기거했던 곳이라고 한다.
소박한 구조와 건축가의 독창성, 조선후기 사대부 가옥의 중후한 모습을 대체로 원형대로 잘 유지하고 있어 건축을 비롯한 여러 분야의 좋은 연구 자료로 평가받고 있다.

## 명칭 변경
당초 문화재 지정명칭은 '정읍 김동수씨 가옥'이었으나, 2017년 2월 28일 김동수의 6대조인 김명관(金命寬)이 1784년에 지은 것으로 전하는 집으로서 ‘정읍 김명관 고택’으로 문화재 지정명칭이 변경되었다.

## 참고 자료
- 정읍 김명관 고택 - 국가유산청 국가유산포털